# Тарич, Юрий Викторович
Ю́рий Ви́кторович Та́рич (наст. фамилия Алексе́ев; бел. Юрый Віктаравіч Тарыч; 12 [24] января 1885, Плоцк, Российская империя — 21 февраля 1967, Москва, СССР) — советский кинорежиссёр и сценарист. Заслуженный деятель искусств РСФСР (1935) и БССР.

## Биография
Родился в Плоцкe (ныне — Мазовецкое воеводство в Польше). В 1903—1905 годах учился на юридическом факультете Московского университета, но за революционную пропаганду был подвергнут аресту, год провёл в одиночной камере Варшавской цитадели, и в 1906 году сослан в Сибирь в посёлок Тара Тобольской губернии. 
Перебравшись через несколько лет в Тобольск, как актёр участвовал в спектаклях местного драматического театра, затем выступал и на других провинциальных сценах в Чите, Благовещенске, Хабаровске, Тамбове. В 1917 году перебрался в Москву, играл на сценах театра Революции, Народного дома Алексеевский, начал сниматься в кино, подрабатывал и как сценарист. В 1920 году был приглашён режиссёром на самодеятельную площадку Курсантского театра в Кремле, спектакли которого разыгрывались в зале имени Я. М. Свердлова. Работе с курсантами режиссёр отдал без малого шесть лет.
В 1925 году как режиссёр дебютировал постановками фильмов «Морока» (совместно с Е. Ивановым-Барковым) и «Первые огни». Работал в Ленинграде, в том числе и на находившейся там с 1928 по 1939 год кинофабрике «Савецкая Беларусь» треста «Белгоскино». Является одним из основоположников белорусской кинематографии.
С началом Великой Отечественной войны вместе со студией был эвакуирован в Алма-Ату, где работал на Центральной объединённой киностудии. В период 1943—1945 годов был художественным руководителем киностудии «Монголкино» (МНР), в 1946—1947 годах — консультантом сценарного отдела киностудии «Союздетфильм». С 1948 года в течение трёх лет был режиссёром Театра-студии киноактёра. В начале 1950-х годов снял ряд научно-популярных и художественно-документальных очерков на киностудии «Беларусьфильм».
C 1954 года — режиссёр на Московской студии научно-популярных фильмов.
Похоронен на Ваганьковском кладбище.

## Фильмография
Актёр
- 1918 — Пять этажей
- 1918 — Флавия Тессини
- 1919 — Чаша искупления — Приморов, друг Якова и Сергея

Режиссёр
- 1925 — Морока (совместно с Е. Ивановым-Барковым)
- 1925 — Первые огни
- 1926 — Крылья холопа
- 1926 — Лесная быль
- 1927 — Булат-Батыр (Пугачевщина)
- 1928 — Капитанская дочка
- 1928 — Свои и чужие
- 1929 — До завтра (совместно с И. Бахаром)
- 1930 — Ненависть
- 1930 — О двух заводах (документальный)
- 1930 — Осинстрой (документальный)
- 1930 — Переворот (документальный)
- 1931 — Поэма имени освобождения
- 1932 — Беглецы
- 1932 — Высота 88,5
- 1935 — Путь корабля
- 1938 — Одиннадцатое июля
- 1940 — Небеса
- 1942 — Белорусские новеллы (совместно с В. Корш-Саблиным)
- 1942 — Убийцы выходят на дорогу (совместно с В. Пудовкиным)
- 1945 — Монголия (художественно-документальный)
- 1945 — Степные витязи (совместно с Т. Хурлэ)
- 1951—1954:
  - Возрождённая земля (киноочерк)
  - Колхоз имени Гастелло (киноочерк)
  - Народный поэт (киноочерк)
- 1955 — Северный полюс (совместно с Л. Степановой)[8]

Сценарист
- 1915 — Трагедия семьи Набатовых
- 1924 — Банда батьки Кныша (совместно с Н. Айзиковичем)
- 1924 — Враги (совместно с Н. Айзиковичем)
- 1925 — Волки / Чёрное дело
- 1925 — Морока
- 1925 — Первые огни
- 1926 — Крылья холопа (совместно с В. Шкловским и К. Шильдкретом)
- 1926 — Булат-Батыр (совместно с Н. Зархи)
- 1926 — Лесная быль (совместно с Е. Ивановым-Барковым и М. Чарота)
- 1926 — Мамут и Айше / Свадьба Борали (совместно с Л. Муром)
- 1928 — Свои и чужие (совместно с Х. Херсонским и А. Дубровским)
- 1928 — Хабу (совместно с В. Висковским по повести Вс. Иванова)
- 1929 — До завтра (совместно с И. Бахаром)
- 1930 — Ненависть (совместно с Л. Иерихоновым)
- 1938 — Одиннадцатое июля (совместно с А. Зеновиным)

## Театральные роли
- Андрей, рабочий-большевик — «Изгнанники» по собственной пьесе
- Астров — «Дядя Ваня» А. Чехова
- Коршунов — «Бедность не порок» А. Островского
- Лаэрт — «Гамлет» У. Шекспира
- Молчалин — «Горе от ума» А. Грибоедова
- Хлестаков — «Ревизор» Н. Гоголя
- Яго — «Отелло» У. Шекспира[4]

## Пьесы
- «Изгнанники. Сцены из жизни Крутояровской колонии» (1909—1919)
- «Царь-чучело» (1920)
- «Святые безумцы» (1922)
- «Гибель самодержавия» (1924)
- «Красный трибун» / «Гибель Жореса»

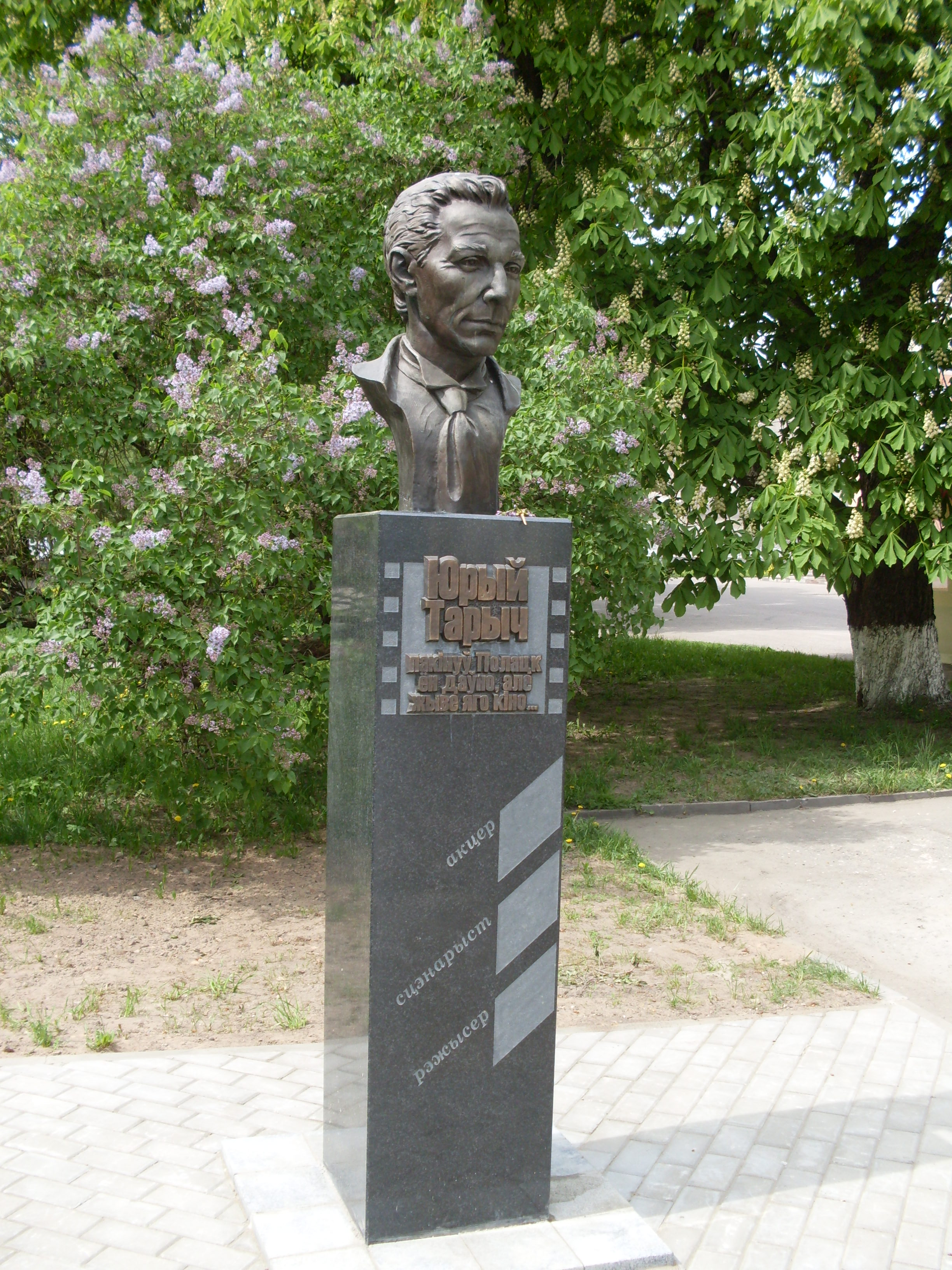
Бюст Ю. В. Тарича
в Полоцке

- «Народовольцы»
- «Смерть Гапона»[4]

## Награды и звания
- заслуженный деятель искусств РСФСР (1935)[9]
- заслуженный деятель искусств Белорусской ССР[10]
- орден Трудового Красного Знамени (МНР; 1945)[10][3]
- орден «Знак Почёта» (1950)[11]

## Память
- Документальный видеофильм «Юрий Тарич. Начало» (2004; режиссёр Н. Князев, Белорусский видеоцентр)
- В 2010 году в Полоцке в сквере у пересечения проспекта Франциска Скорины с улицей Свердлова установили бюст актёру, сценаристу и режиссёру (скульптор Л. А. Минкевич)[12].

## Комментарии
1. ↑  В советской библиографии долгое время местом рождения Ю. В. Тарича считали Полоцк Витебской губернии (ныне — Беларусь)[3], новые сведения были получены уже после смерти режиссёра в результате изучения архива, переданного его вдовой в РГАЛИ[2].
2. ↑  По некоторым биографическим данным в те же годы принимал участие в качестве санитара в военных действиях на русско-японском фронте, был в Корее, тогда же начал публиковаться в печати[4].
3. ↑  Предположительно, память о пребывании в селе Тара Тобольской губернии способствовала в дальнейшем появлению творческого псевдонима — Тарич[4].